# ماريا اليهودية
ماري أو ماريا اليهودية باللاتينية (Maria Hebraea)، وتُعرف أيضًا باسم (ماريا النبية باللاتينية Maria Prophetissa أو Maria the Copt) العربية: مارية القبطية، بالحروف اللاتينية: Māriyya al-Qibṭiyya. كانت عالمة كيمياء مبكرة عرفت من خلال أعمال زوسيموس من بانوبوليس (حوالي 300 م) وغيره من الكتّاب في التقاليد الكيميائية اليونانية. وبناءً على تعليقات زوسيموس فقد عاشت في الإسكندرية بين القرنين الأول والثالث الميلاديين. أدرجتها فرينش وتايلور وليبمان كواحدة من أوائل كتاب الكيمياء، حيث يرجع تاريخ أعمالها إلى القرن الأول على الأقل.
يعود لها الفضل في اختراع عدة أنواع من الأجهزة الكيميائية وتُعتبر أول عالمة كيمياء حقيقية في العالم الغربي.
من خلال زوسيموس يمكن ملاحظة العديد من معتقدات ماريا، أدرجت ماريا سمات تشبه الحياة في أوصافها للمعادن مثل الأجساد والأرواح والعقول، اعتقدت ماريا أن للمعادن جنسين مختلفين وبدمج هذين الجنسين معًا يمكن صنع كيان جديد. من خلال دمج المواد مختلفة الجنس معًا يمكن الحصول على وحدة المواد.

## التاريخ
المصدر الأساسي لوجود "ماريا اليهودية" في سياق الكيمياء هو زوسيموس البانوبوليس الذي كتب في القرن الرابع أقدم الكتب الموجودة في الكيمياء، وصف زوسيموس العديد من تجارب وأدوات ماريا. في كتاباته تُذكر ماريا دائمًا على أنها عاشت في الماضي ويتم وصفها بأنها "واحدة من الحكماء".
جورج سينسيلوس وهو مؤرخ بيزنطي من القرن الثامن الميلادي قدم ماريا على أنها معلمة ديموقريطس التي التقت به في ممفيس بمصر خلال عهد بريكليس.
في العصور الوسطى وتحديدًا في كتاب الفهرست لابن النديم الذي كتب في القرن العاشر، ذُكرت ماري كواحدة من أشهر 52 الكيميائيين المشهورين وأُشيد بمهارتها في إعداد الكابوت مورتوم " رأس الموت" وهو صبغة أرجوانية.
في النص الكيميائي المبكر من العصور الوسطى والذي نسب للشخصية المجهولة "مورينوس رومانوس" وُصفت ماريا بلقب "ماريا النبية". أما العرب فقد عرفوها باسم "ابنة أفلاطون" وهو اسم كان محفوظًا للكبريت الأبيض في النصوص الكيميائية الغربية.

## الأعمال العربية و اللاتينية
لم يتبق من أعمال ماري اليونانية إلا أجزاء متفرقة نقلها عنها مؤلفون لاحقون مثل زوسيموس البانوبوليس وأولمبردس الصغير وغيرهم من المؤلفين. بالرغم من ذلك فإنه يوجد العديد من الكتابات العربية المنسوبة إليها والتي لا تزال موجودة وبعضها مترجم أيضًا إلى اللاتينية:
- رسالة ماريا بنت سبأ الملك القبطي إلى آراس (وتسمى أيضًا رسالة ماريا إلى آراس وسؤاله وجوابها له) هي رسالة منسوبة إلى ماريا اليهودية وهي من أوائل الكيميائيين وقد ترجمت إلى اللاتينية باسم Practica Mariae prophetissae sororis Moysi.[14]
- "كتاب ماريا والحكماء".[15]
- "رسالة التاج وخلق المولود الجديد".[16]

## الفلسفة الكيميائية
تُنسب إلى مريم العديد من المبادئ الكيميائية الغامضة ويقال إنها تحدثت عن اتحاد الأضداد: وحد بين الذكر والأنثى، وسوف تجد ما تبحث عنه. 
ما يلي كان يُعرف بـ "بديهية ماريا": الواحد يصبح اثنين والاثنان يصبح ثلاثة ومن الثلاثة يخرج الواحد كرابع. ماري-لويز فون فرانز وهي زميلة عالم النفس كارل يونغ تقدم نسخة بديلة: من الواحد يخرج اثنان ومن الاثنين يخرج ثلاثة ومن الثلاثة يخرج الواحد كرابع. استخدم كارل يونغ هذه البديهية كاستعارة للكمال والتميز.

## اختراعات
تم ذكر ماريا اليهودية جنبًا إلى جنب مع أجاثوديمون وبسدو ديموقريطس وهرمس الهرامسة من قبل زوسيموس من بانوبوليس في أوصافه لأجهزة معينة، مثل التريبكوس والكيروتاكيس وباين ماري ولكن مساهماتها مثيرة للجدل وليست واضحة.

### تريبيكوس

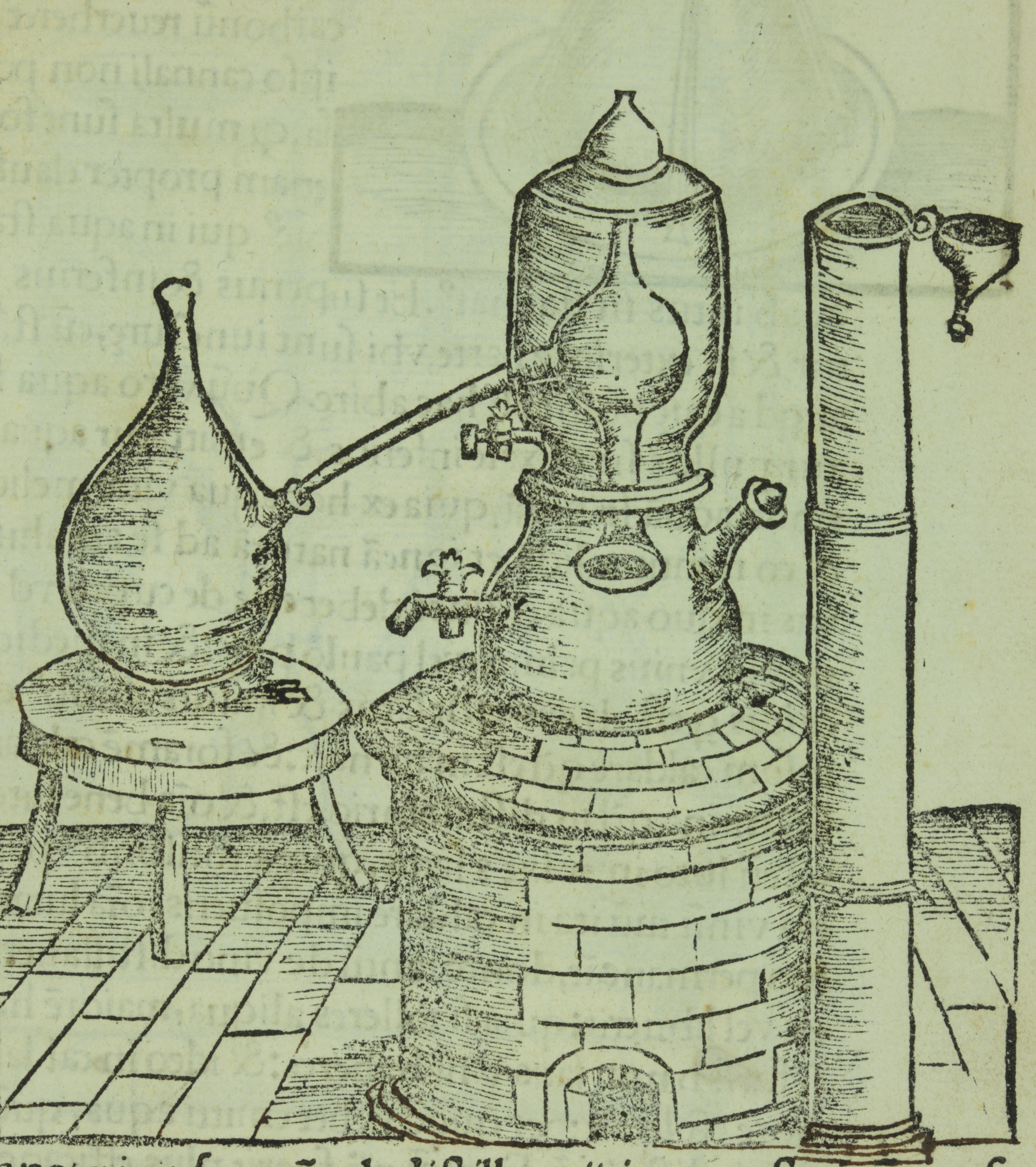
حمام ماري الكيميائي، أو حمام ماري، من كويلوم فيلوسوفوروم، فيليب أولستاد، 1528، معهد تاريخ العلوم

كان التريبكوس باليونانية: τριβικός نوعًا من الأنبيق ذي الثلاثة أذرع الذي كان يستخدم للحصول على مواد تم تنقيتها عن طريق التقطير، من غير المعروف ما إذا كانت ماريا اليهودية قد اخترعته ولكن زوزيموس من بانوبوليس ينسب الفضل في أول وصف للأداة إليها. لا يزال يستخدم اليوم في مختبرات الكيمياء وفي كتاباتها (التي نقلها عنها زوزيموس)، توصي ماريا اليهودية بأن يكون سمك النحاس أو البرونز المستخدم في صنع الأنابيب بقدر سمك مقلاة وأن يتم إغلاق المفاصل بين الأنابيب والرأس الثابت بمعجون الدقيق.

### كيروتاكيس
الكيروتاكيس باليونانية κηροτακίς أو κυροτακίς، هو جهاز يستخدم لتسخين المواد المستخدمة في الكيمياء ولتجميع الأبخرة ، إنه حاوية محكمة الإغلاق مع صفيحة من النحاس على الجانب العلوي منها. عند العمل بشكل صحيح تشكل جميع مفاصل الكيروتاكيس فراغًا محكمًا، أدى استخدام مثل هذه الحاويات المختومة في الفنون المحكمة إلى ظهور مصطلح "محكم الغلق". قيل إن الكيروتاكيس هو نسخة طبق الأصل من عملية تشكل الذهب التي تحدث في أحشاء الأرض.
تم تعديل هذه الأداة لاحقًا من قبل الكيميائي الألماني فرانز فون سوكسليت في عام 1879 لإنشاء المستخرج الذي يحمل اسمه جهاز سوكسليت.

### باين ماري
بقي اسم ماريا في اختراعها للباين ماري (حمام ماريا) الذي يحد من درجة الحرارة القصوى للحاوية ومحتوياتها إلى نقطة غليان سائل منفصل: هو في الأساس غلاية مزدوجة، يتم استخدامه على نطاق واسع في العمليات الكيميائية التي تتطلب حرارة خفيفة، تم تقديم هذا المصطلح من قبل أرنولد فيلانوفا في القرن الرابع عشر ويستخدم الباين ماري أيضًا في طهي الطعام.

## الفهرس
- هيفنر، مارك (2004). قاموس الكيمياء: من ماريا النبي إلى إسحاق نيوتن. لندن: ايون.  ISBN 1-904658-12-1. (طبعة غلاف ورقي)
- هولميارد، إريك ج. (1927). "نصوص كيميائية منسوبة إلى ماريا اليهودية". أرشيف. 8 (2): 161-167. doi/10.1484/J.arch.3.256
- مارتيلي، ماتيو (2022). "ممارسة ماريا في الكيمياء الحديثة المبكرة". في أنتونيلي، فرانشيسكا؛ رومانو، أنطونيلا؛ سافويا، باولو (المحررون). اللمسة الجندرية: المرأة والرجل وإنتاج المعرفة في أوروبا الحديثة المبكرة. ليدن: بريل. الصفحات ISBN 978-90-04-51260-3، S2CID 246270851
- باتاي، رافائيل (1995). الكيميائيون اليهود: تاريخ ومصدر. نيو جيرسي: مطبعة جامعة برينستون. الصفحات 60-91. رقم ISBN 978-0-691-00642-0
- راجيتي، لوسيا (2022). "ماريا الكيميائية وحمامها الساخن الشهير في التقاليد العربية الإسلامية". في أنتونيلي، فرانشيسكا؛ رومانو، أنتونيلا؛ سافويا، باولو (المحررون). اللمسة الجنسانية: المرأة والرجل وصناعة المعرفة في أوروبا الحديثة المبكرة. ليدن: بريل. الصفحات 21-39. ISBN 978-90-04-51260-3 S2CID 246270851 .
- أولمان مانفريد (1972). العلوم الطبيعية والسرية في الإسلام. ليدن: بريل. ISBN 978-90-04-03423-5.

## روابط خارجية
- هذه المقالة تتضمن نصًا من منشور أصبح الآن ملكية عامة: إيزيدور سينجر؛ وآخرون، محرران. (1901-1906). "الكيمياء: ماريا اليهودية". الموسوعة اليهودية. نيويورك: فونك وواجنلز.
- ماريا اليهودية: حوار ماريا وآروس حول حكم هيرميس.